# Stenothyrella
Stenothyrella is een geslacht van uitgestorven weekdieren uit de klasse van de Gastropoda (slakken).

## Soorten
- Stenothyrella emiliae Pană, 1989 †
- Stenothyrella lubricella (Sandberger, 1859) †
- Stenothyrella olteniae Pană in Pană et al., 1981 †
- Stenothyrella ovoidea (Pavlović, 1927) †
- Stenothyrella pupula (Handmann, 1887) †
- Stenothyrella schwartzi Frauenfeld in Hörnes, 1856 †